# Flavio Biondo
Flavio Biondo, latinsky Flavius Blondus (podzim 1392 Forli – 4. června 1463 Řím), byl italský historik, sběratel starožitností a humanistický spisovatel.

## Život
Studoval rétoriku u Giovanniho Ballistaria v Cremoně. Byl notářem v Miláně a Imole; od roku 1433 žil v Římě, kde se stal zaměstnancem Papežské kanceláře. Zúčastnil se také diplomatického poselstva k benátskému dóžeti. V roce 1453 napsal list, v němž vyzýval italské panovníky ke společné válečné výpravě proti Osmanské říši. Zemřel roku 1463 a byl pochován v bazilice Santa Maria in Aracoeli. 

## Dílo
Byl průkopníkem oborů archeologie a historické geografie. Studoval památky z antického Říma, o nichž napsal knihy De Roma instaurata a De Roma triumphante. Podařilo se mu probudit v současnících zájem o římské dějiny a o obnovu historických staveb. Objevil také Ciceronův dialog Brutus. Biondův přístup k historii inspiroval Machiavelliho Florentské letopisy.
Jeho hlavním dílem je Historiarum ab inclinatione Romanorum imperii decades, kde ve 32 svazcích popsal evropskou historii v letech 410 až 1442. Jako první zde přišel s rozdělením lidských dějin na starověk, středověk a novověk. Podle svých cest napsal knihu Italia illustrata, kterou vydal roku 1474 jeho syn. Biondo v ní navázal na Strabóna a na rozdíl od svých současníků vnímal Itálii jako jednu zemi bez ohledu na aktuální politické rozdělení. Odmítl mimo jiné tvrzení Leonarda Bruniho, že italština vznikla postupným úpadkem latiny. 